# Ciîjivka, Novohrad-Volînskîi
Ciîjivka (în ucraineană Чижівка) este localitatea de reședință a comunei Ciîjivka din raionul Novohrad-Volînskîi, regiunea Jîtomîr, Ucraina.

## Demografie
Componența lingvistică a localității Ciîjivka
     Ucraineană (95,97%)
     Rusă (3,71%)
     Alte limbi (0,25%)
Conform recensământului din 2001, majoritatea populației localității Ciîjivka era vorbitoare de ucraineană (95,97%), existând în minoritate și vorbitori de rusă (3,71%).